# Грейс, Фредерик
Фредерик Грейс (англ. Frederick Grace; 29 февраля 1884, Лондон — 23 июля 1964, Илфорд) — британский боксёр, чемпион летних Олимпийских игр 1908.
На Играх 1908 в Лондоне Грейс соревновался в весовой категории до 63,5 кг. Дойдя финала, он занял первое место и выиграл золотую медаль.